# Nordfeld
Le Nordfeld (littéralement le Champ du Nord) est un quartier de Mulhouse intra muros. Il est séparé du Rebberg par le canal du Rhône au Rhin et bordé à l'ouest par le centre historique, à l'est par le quartier Barbanègre et au nord par le quartier Europe - Nouveau-Bassin.